# 沃維斯河
47°20′10″N 02°51′56″E / 47.33611°N 2.86556°E
沃維斯河是法國的河流，位於該國中部，屬於羅亞爾河的左支流，河道全長57.7公里，流域面積392平方公里，平均流量每秒2.84立方米，發源自內龍代和聖薩蒂。

## 外部連結
- http://www.geoportail.fr （页面存档备份，存于）
- The Vauvise at the Sandre database